# Shades of Two Worlds
| Recensione                        | Giudizio    |
| --------------------------------- | ----------- |
| AllMusic                          | [ 2 ]       |
| The New Rolling Stone Album Guide | [ 3 ]       |
| Sputnikmusic                      | 3.7 (Great) |
| Piero Scaruffi                    | [ 5 ]       |
| Ondarock                          | [ 6 ]       |
| Dizionario del Pop-Rock           | [ 7 ]       |
| 24.000 dischi                     | [ 8 ]       |

Shades of Two Worlds è un album discografico della The Allman Brothers Band, pubblicato dalla casa discografica Epic Records nel luglio del 1991.

## Tracce
1. End of the Line – 4:38 (Gregg Allman, Warren Haynes, John Jaworowicz, Allen Woody)
2. Bad Rain – 5:33 (Dickey Betts, Warren Haynes)
3. Nobody Knows – 10:59 (Dickey Betts)
4. Desert Blues – 5:02 (Dickey Betts, Warren Haynes)
5. Get On with Your Life – 6:59 (Gregg Allman)
6. Midnight Man – 4:39 (Dickey Betts, Warren Haynes)
7. Kind of Bird – 8:26 (Dickey Betts, Warren Haynes)
8. Come On in My Kitchen – 6:19 (Robert Johnson; arrangiamento di Dickey Betts)

## Formazione
- Gregg Allman - organo (Hammond B-3), pianoforte, voce solista
- Dickey Betts - chitarra solista, chitarra ritmica, chitarra acustica, voce solista
- Dickey Betts - chitarra acustica slide (brano: Come on in My Kitchen)
- Warren Haynes - chitarra solista, chitarra ritmica, accompagnamento vocale, cori
- Warren Haynes - chitarra steel (national steel body guitar) (brano: Come on in My Kitchen)
- Allen Woody - basso, basso fretless, basso a 8 corde, basso a 5 corde fretless, basso a 18 corde, basso acustico
- Jaimoe - batteria, percussioni, accompagnamento vocale, cori
- Butch Trucks - batteria, percussioni, accompagnamento vocale, cori

Ospite
- Mark Quinones - congas, percussioni

Note aggiuntive
- Tom Dowd, The Allman Brothers Band - produttori
- Registrato e mixato al Ardent Recordings di Memphis, Tennessee (Stati Uniti), aprile 1991
- Jay Mark - ingegnere delle registrazioni e del mixaggio
- Jeff Powell - assistente ingegnere delle registrazioni
- Bud Snyder - ingegnere alle sovraincisioni (voci soliste, cori e tastiere)
- John Fry e Ken Whitehead - studio management
- Dickey Betts e Kirk West - progetto copertina
- Kirk West - fotografie
- Joel Zimmerman - art direction
- The Brotherhood of Light: Chris Samardzich e Peter Rabinowitz - retrocopertina e liquid lights[10]